# Độ mặn
Xem xét về môi trường, Độ mặn hay độ muối được ký hiệu S‰ (S viết tắt từ chữ salinity - độ mặn) là tổng lượng (tính theo gram) các chất hòa tan chứa trong 1 kg nước. Trong hải dương học, người ta sử dụng độ muối (salinity) để đặc trưng cho độ khoáng của nước biển, nó được hiểu như tổng lượng tính bằng gam của tất cả các chất khoáng rắn hòa tan có trong 1 kg nước biển. Vì tổng nồng độ các ion chính (11 ion, bao gồm: Na+, Ca2+, Mg2+, Fe3+, NH4+, Cl-, SO42-, HCO3-, CO32-, NO2-, NO3-) chiếm tới 99,99% tổng lượng các chất khoáng hoà tan nên có thể coi độ muối nước biển chính bằng giá trị này. Điều đó cũng có nghĩa là đối với nước biển khơi, độ muối có thể được tính toán thông qua nồng độ của một ion chính bất kỳ.
Độ mặn là lượng muối hòa tan trong nước (xem độ mặn của đất). Thường được đo bằng {\displaystyle {\frac {g\scriptstyle {\text{ }}({\scriptstyle {\text{muối}}})}{kg\scriptstyle {\text{ }}(\scriptstyle {\text{nước biển}})}}}  (lưu ý rằng đây là không có kỹ thuật về mặt kỹ thuật). Độ mặn là một yếu tố quan trọng trong việc xác định nhiều khía cạnh của hóa học của nước tự nhiên và các quá trình sinh học bên trong nó, và là một biến trạng thái nhiệt động lực, cùng với nhiệt độ và áp suất, chi phối các đặc tính vật lý như mật độ và khả năng nhiệt của nước.
Đường cùng độ mặn được gọi là đường đẳng mặn (isohaline - hoặc đôi khi là isahale).
Độ mặn là một trong những yếu tố nghiêm trọng nhất làm hạn chế năng suất cây trồng nông nghiệp, có ảnh hưởng xấu đến sự nảy mầm, sức sống thực vật và năng suất cây trồng (R Munns & Tester, 2008). Mặn hóa ảnh hưởng đến nhiều khu vực thủy lợi chủ yếu là do việc sử dụng nước lợ. Trên khắp thế giới, hơn 45 triệu ha đất bị tưới đã bị hư hại do muối và 1,5 triệu ha được đưa ra sản xuất mỗi năm do mức độ mặn cao trong đất (R Munns & Tester, 2008). Độ mặn cao ảnh hưởng đến thực vật bằng nhiều cách: stress nước, nhiễm độc ion, rối loạn dinh dưỡng, stress oxy hóa, thay đổi quá trình trao đổi chất, xáo trộn màng tế bào, giảm sự phân chia và mở rộng tế bào, độc tính di truyền (Hasegawa, Bressan, Zhu, & Bohnert, 2000, R. Munns, 2002, Zhu, 2007). Cùng nhau, những ảnh hưởng này làm giảm sự tăng trưởng, phát triển và sống còn của cây.
Trong quá trình khởi phát và phát triển stress muối bên trong thực vật, tất cả các quá trình chính như quang hợp, tổng hợp protein và chuyển hóa năng lượng và lipid đều bị ảnh hưởng (Parida & Das, 2005). Trong lần tiếp xúc ban đầu với độ mặn, thực vật gặp stress nước, do đó làm giảm sự mở rộng lá. Tác động osmotic của stress về độ mặn có thể được quan sát thấy ngay sau khi áp dụng muối và được cho là tiếp tục trong suốt thời gian phơi nhiễm, dẫn đến việc ức chế sự giãn nở của tế bào và sự phân chia tế bào cũng như đóng cửa khí quản (TJ Flowers, 2004, R. Munns, 2002). Trong thời gian tiếp xúc lâu dài với độ mặn, thực vật gặp stress ion, có thể dẫn đến sự lão hóa sớm của lá trưởng thành, và do đó giảm diện tích quang hợp để hỗ trợ sự tăng trưởng liên tục (Cramer & Nowak, 1992). Trên thực tế, natri dư thừa và quan trọng hơn chloride có tiềm năng ảnh hưởng đến enzyme thực vật và gây sưng tế bào, dẫn đến giảm sản xuất năng lượng và những thay đổi sinh lý khác (Larcher 1980). Sự căng thẳng ion dương dẫn đến sự lão hóa sớm của lá già và các triệu chứng độc tính (hooc-môn, hoại tử) ở lá trưởng thành do Na + cao ảnh hưởng đến thực vật bằng cách phá vỡ quá trình tổng hợp protein và can thiệp vào hoạt động của enzim (Hasegawa, Bressan, Zhu, & Bohnert, 2000, R Munns, 2002, R Munns & Termaat, 1986). Nhiều nhà máy đã phát triển một số cơ chế hoặc loại trừ muối khỏi tế bào của họ hoặc để chịu đựng sự hiện diện của nó trong các tế bào. Trong chương này, chúng tôi chủ yếu thảo luận về độ mặn của đất, ảnh hưởng của nó đối với cây trồng và cơ chế khoan dung cho phép cây chịu được stress, đặc biệt chú trọng đến sự cân bằng ion, Na + Hơn nữa, chúng tôi đưa ra tổng quan tổng quát về hai cách tiếp cận chính đã được sử dụng để cải thiện khả năng chịu đựng căng thẳng: khai thác biến thể di truyền tự nhiên và tạo ra cây chuyển gien với gen mới hoặc thay đổi mức độ của các gen hiện có. Một sự hiểu biết cơ bản về sinh học và kiến thức về tác động của stress muối đến thực vật là cần thiết để cung cấp thêm thông tin cho việc giải phóng cây trồng phản ứng với độ mặn và tìm cách ứng dụng trong tương lai để cải thiện tác động của độ mặn lên thực vật, Đối với sức khoẻ con người và tính bền vững nông nghiệp.

## Khái niệm
Độ mặn là sự hiện diện của các loại muối hoà tan trong nước và đất. Nhiều loại thuốc tẩy thông dụng và phân bón là hỗn hợp của các loại muối. Các thành phần muối đó được gọi là chất hòa tan, điều đó có nghĩa là chúng được hòa tan trong nước. Tên và ký hiệu hóa học của các chất hòa tan thông dụng và các loại muối được liệt kê dưới đây:
| CHẤT HÒA TAN                    | KÝ HIỆU HÓA HỌC | MUỐI                           | CÔNG THỨC HÓA HỌC |
| ------------------------------- | --------------- | ------------------------------ | ----------------- |
| Calcium                         | Ca              | Sodium chloride (muối ăn)      | NaCl              |
| Magnesium                       | Mg2+            | Sodium sulphate                | Na2SO4            |
| Sodium                          | Na+             | Calcium chloride               | CaCl2             |
| Carbonate                       | CO32-           | Calcium sulphate               | CaSO4             |
| Bicarbonate                     | HCO3-           | Magnesium chloride             | MgCl2             |
| Chloride                        | Cl-             | Magnesium sulphate             | MgSO4             |
| Sulphate                        | SO42-           | Potassium chloride             | KCl               |
| CÁC CHẤT DINH DƯỠNG CHO CÂY CỐI |                 | Potassium sulphate             | K2SO4             |
| Nitrate                         | NO3-            | Sodium bicarbonate             | NaHCO3            |
| Ammonium                        | NH4+            | Calcium carbonate (lime)       | CaCO3             |
| Phosphate                       | PO43-           | Magnesium carbonate (dolomite) | MgCO3             |
| Potassium                       | K+              | Borates                        | BO3−              |

Bảng 1: Tên và ký hiệu hóa học của các chất hòa tan thông dụng và các loại muối.
Độ mặn trong sông, hồ và biển rất đơn giản về mặt khái niệm, nhưng để đo chính xác là một thách thức về mặt kỹ thuật. Về mặt khái niệm, độ mặn là lượng muối hoà tan trong nước. Muối là các hợp chất như natri chloride, magnesi sulfat, kali nitrat, và natri bicarbonate hòa tan thành ion. Nồng độ các ion chloride hòa tan đôi khi được gọi là độ clo. Chất tan được định nghĩa là chất có thể đi qua một bộ lọc có màng lọc rất mịn (trước đây là một bộ lọc có kích thước lỗ là 0,45 μm, nhưng ngày nay thường là 0,2 μm). [2] Độ mặn có thể được thể hiện ở dạng tỷ lệ khối (mass fraction), nghĩa là khối lượng của vật liệu bị hòa tan trong một đơn vị khối lượng dung dịch.
Nước biển thường có độ mặn khoảng 35 g / kg, mặc dù các giá trị thấp hơn là điển hình gần bờ biển, nơi những sông đổ ra đại dương. Sông và hồ có thể có nhiều loại độ mặn, từ dưới 0,01 g / kg [3] đến vài g / kg, mặc dù có nhiều nơi có độ mặn cao hơn. Biển Chết có độ mặn trên 200 g / kg
Bất kể kích thước bộ lọc được sử dụng trong định nghĩa, giá trị độ mặn của một mẫu nước tự nhiên sẽ không thay đổi nhiều hơn một vài phần trăm (%). Các nhà hải dương học vật lý làm việc trong đại dương thẳm, thường liên quan đến độ chính xác và tính tương xứng của các phép đo của các nhà nghiên cứu khác nhau ở những thời điểm khác nhau, gần như là năm chữ số quan trọng [5]. Một sản phẩm nước biển đóng chai được biết đến như là Nước biển đạt chuẩn IAPSO được sử dụng bởi các nhà hải dương học để chuẩn hóa các phép đo của chúng với độ chính xác đủ để đáp ứng yêu cầu.

## Cách đo độ mặn qua độ dẫn điện
Các chất hòa tan hoặc là mang điện tích dương (+) hay điện tích âm (-). Độ mặn vì vậy có thể được tính thông qua cường độ dòng điện đi qua dung dịch, nếu dung dịch chứa nhiều muối hòa tan, nó sẽ cho một cường độ dòng điện lớn đi qua vì vậy cho thấy độ mặn sẽ cao. Các loại máy đo độ dẫn điện cầm tay, tiện dụng, còn gọi là ‘EC meter’ giống như trong hình có thể mua rất dễ dàng. Máy đo độ mặn dùng nhiều đơn vị khác nhau, tuy nhiên, chỉ có một đơn vị tiêu chuẩn được quốc tế sử dụng: deci-Siemens cho mỗi meter hay viết tắt là dS/m.

## Tổng các chất rắn hòa tan và tỉ lệ bách phân
Tỉ lệ các chất rắn hòa tan hoàn toàn (Total dissolved solids - TDS) hay còn gọi là nồng độ là số lượng muối có trong một dung tích nước cho sẵn. Khối lượng thường được tính bằng miligrams (mg), dung tích tính bằng lít (L) và nồng độ được tính bằng miligram cho mỗi lít (mg/L). Tuy nhiên, nhiều loại phân bón lại ghi thành phần tương đối của các chất hợp thành chính như là nitrogen (N), phosphorus (P) và potassium (K) dưới dạng tỉ lệ bách phân (%), nghĩa là trọng lượng tính bằng kilogram của N, P, K trong mỗi trăm kilogram phân bón Hình 2 cho thấy nồng độ của một dung dịch có thể đậm đặc hơn khi thêm muối hay bớt nước đi.
Thông thường, nồng độ ít khi được đo trực tiếp, người ta tính toán từ độ dẫn điện. Những hệ số quan trọng dùng để đổi từ đơn vị đo lường độ dẫn điện này sang đơn vị đo lường độ dẫn điện khác và từ nồng độ sang độ dẫn điện được cung cấp ở Bảng 2.
| Loại đo lường | Đơn vị                                               | Đổi sang dS/m bằng cách |
| ------------- | ---------------------------------------------------- | ----------------------- |
| Độ dẫn điện   | mili-Siemens mỗi centi-mét (mS/cm)                   | ÷1                      |
| Độ dẫn điện   | micro-Siemens mỗi centi-mét (μS/cm hay đơn vị EC)    | ÷ 1000                  |
| Nồng độ       | miligrams mỗi lít (mg/L) hay phần triệu đơn vị (ppm) | ÷ 640                   |

Bảng 2: Hệ số đổi sang đơn vị deci-Siemens mỗi mét (dS/m) Phỏng theo Rengasamy và Bourne (1977)

## Thành phần
Khó khăn về đo lường và định nghĩa phát sinh vì nước tự nhiên chứa một hỗn hợp phức hợp của nhiều yếu tố khác nhau từ các nguồn khác nhau (không phải tất cả là muối hòa tan) ở các dạng phân tử khác nhau. Các tính chất hóa học của một trong các dạng này phụ thuộc vào nhiệt độ và áp suất. Rất nhiều dạng này khó đo lường được với độ chính xác cao và trong bất kỳ trường hợp, phân tích hóa học hoàn chỉnh cũng không thực tế khi phân tích nhiều mẫu. Các định nghĩa thực tế khác nhau của độ mặn là kết quả của những nỗ lực khác nhau để giải quyết các vấn đề này, với các mức độ chính xác khác nhau, trong khi vẫn dễ sử dụng hợp lý.
Vì lý do thực tế, độ muối thường liên quan đến tổng khối lượng của một tập các chất hòa tan (được gọi là dung dịch muối) chứ không phải là khối lượng muối không xác định đã làm tăng thành phần này (ngoại trừ khi nước biển nhân tạo tạo). Đối với nhiều mục đích, tổng lượng này có thể được giới hạn trong một tập gồm tám ion chính trong nước tự nhiên, mặc dù cho nước biển có độ chính xác cao nhất cũng có thêm 7 ion nhỏ nữa [5]. Các ion chủ yếu chiếm ưu thế trong thành phần vô cơ của hầu hết (nhưng không có nghĩa tất cả) các vùng nước tự nhiên. Các ngoại lệ bao gồm một số hồ chứa và nước từ một số suối nước nhiệt đới.
Nồng độ các khí hoà tan như oxy và nitơ thường không được sử dụng để mô tả độ mặn [2]. Tuy nhiên, carbon dioxide, khi hòa tan được chuyển thành cacbonat và bicacbonat, lại được sử dụng. Silicon ở dạng axit silicic, thường xuất hiện dưới dạng một phân tử trung hòa trong dải pH của hầu hết các vùng nước tự nhiên, cũng có thể được đưa vào một số mục đích (ví dụ, khi mối quan hệ giữa độ mặn và mật độ đang được nghiên cứu).

## Nước biển
Thuật ngữ "độ mặn" là, đối với các nhà hải dương học, thường gắn với một trong những kỹ thuật đo lường cụ thể. Khi các kỹ thuật chiếm ưu thế tiến triển, do đó, các mô tả về độ mặn khác nhau. Sự phân biệt giữa các mô tả khác nhau này rất quan trọng đối với các nhà hải dương học vật lý nhưng lại rất mờ nhạt và khó hiểu đối với những người không có chuyên môn.
Độ mặn được đo lường chủ yếu bằng kỹ thuật chuẩn độ trước những năm 1980. Việc chuẩn độ với bạc nitrat có thể được sử dụng để xác định nồng độ các ion halide (chủ yếu là chlorine và brom) để tạo ra độ clo. Clo được nhân với một yếu tố để tính cho tất cả các thành phần khác. Kết quả "độ mặn Knudsen" được thể hiện bằng các đơn vị trên mỗi nghìn (ppt hoặc ‰).
Việc sử dụng các phép đo tính dẫn điện để ước tính hàm lượng ion trong nước biển dẫn tới sự phát triển của quy mô được gọi là thang đo độ mặn thực tế 1978 (PSS-78). Độ mặn được đo bằng PSS-78 không có đơn vị. Đôi khi PSU hoặc PSU (biểu thị đơn vị mặn thực tế) đôi khi được thêm vào các giá trị đo PSS-78, tuy nhiên thực tế này được khuyến khích chính thức.
Trong năm 2010, một tiêu chuẩn mới cho các tính chất của nước biển được gọi là phương trình nhiệt động lực của nước biển 2010 (TEOS-10). Tiêu chuẩn này bao gồm một thang đo mới gọi là thang đo độ mặn của thành phần tham chiếu. Độ mặn tuyệt đối trên quy mô này được thể hiện dưới dạng một phần khối lượng, tính bằng gram trên mỗi kilogram dung dịch. Độ mặn trên quy mô này được xác định bằng cách kết hợp các phép đo tính dẫn điện với các thông tin khác có thể giải thích sự thay đổi khu vực trong thành phần của nước biển. Chúng cũng có thể được xác định bằng cách đo mật độ trực tiếp.
Một mẫu nước biển từ hầu hết các địa điểm với độ clo 19,37 ppt sẽ có độ mặn Knudsen 35,00 ppt, độ mặn thực tế PSS-78 khoảng 35,0 và độ mặn tuyệt đối TEOS-10 khoảng 35,2 g / kg. Độ dẫn điện của nước ở nhiệt độ 15 °C là 42,9 mS / cm.

## Sông và hồ
Các nhà nghiên cứu Limnologists và nhà hoá học thường xác định độ muối theo khối lượng muối trên một đơn vị thể tích, thể hiện bằng đơn vị mg / lít hoặc lít. Nó được ngụ ý mặc dù không nói rằng giá trị này chỉ áp dụng chính xác ở một số nhiệt độ tham chiếu. Các giá trị được trình bày theo cách này thường chính xác theo thứ tự là 1%. Limnologists cũng sử dụng dẫn điện, hoặc "dẫn tham khảo", như là một proxy cho độ mặn. Đo lường này có thể được điều chỉnh cho các hiệu ứng nhiệt độ, và thường được biểu diễn bằng các đơn vị μS / cm.
Nước sông hoặc hồ có độ mặn khoảng 70 mg / L thường có độ dẫn đặc biệt ở 25 °C trong khoảng từ 80 đến 130 μS / cm. Tỷ lệ thực tế phụ thuộc vào các ion hiện diện. Độ dẫn thực tế thường thay đổi khoảng 2% mỗi độ Celsius, do đó độ dẫn điện đo được ở 5 °C chỉ có thể nằm trong khoảng 50-80 μS / cm.
Các phép đo mật độ trực tiếp cũng được sử dụng để ước lượng độ mặn, đặc biệt ở các hồ nước mặn cao [4]. Đôi khi mật độ ở nhiệt độ cụ thể được sử dụng như là một proxy cho độ mặn. Vào những thời điểm khác, một mối quan hệ mật độ muối / mật độ thực nghiệm được phát triển cho một phần nước cụ thể được sử dụng để ước lượng độ mặn của các mẫu từ một mật độ đo được.
| Độ mặn của nước | Độ mặn của nước | Độ mặn của nước | Độ mặn của nước |
| --------------- | --------------- | --------------- | --------------- |
| Nước ngọt       | Nước lợ         | Nước mặn        | Nước muối       |
| < 0.05%         | 0.05 – 3%       | 3 – 5%          | > 5%            |
| < 0.5 ‰         | 0.5 – 30 ‰      | 30 – 50 ‰       | >50 ‰           |

## Hệ thống phân loại nước trên cơ sở độ mặn
Nước biển là biển của đại dương, một thuật ngữ khác là biển euhaline. Độ mặn của biển euhaline là 30 đến 35. Các vùng biển hoặc vùng nước lợ có độ mặn trong khoảng từ 0,5 đến 29 và biển metahaline từ 36 đến 40. Nước này được coi là thalassic vì độ mặn của chúng có nguồn gốc từ đại dương và được định nghĩa là homoiohaline Nếu độ mặn không thay đổi nhiều theo thời gian (về cơ bản là không đổi). Bảng bên phải, được sửa đổi từ Por (1972), [13] theo "hệ thống Venice" (1959).
Trái ngược với môi trường homoiohaline, một số môi trường poikilohaline (có thể cũng là thalassic), trong đó sự biến đổi độ mặn có ý nghĩa sinh học [15]. Độ mặn nước Poikilohaline có thể dao động từ 0,5 đến trên 300. Đặc điểm quan trọng là các vùng nước này có xu hướng thay đổi độ mặn trên một số phạm vi có ý nghĩa sinh học theo mùa hoặc trên một khoảng thời gian tương đối gần tương đương. Nói một cách đơn giản, đây là những vùng nước có độ mặn thay đổi.
Nước muối cao, từ đó các muối kết tinh (hoặc gần), được gọi là nước muối.

## Xem xét về môi trường
Độ mặn là một yếu tố sinh thái có tầm quan trọng đáng kể, ảnh hưởng đến các loại sinh vật sống trong một vùng nước. Cũng như vậy, độ mặn ảnh hưởng đến các loại cây trồng sẽ tăng trưởng trong cả nước, hoặc trên đất bị nuôi bởi nước (hoặc nước ngầm) [16]. Một nhà máy thích nghi với điều kiện nước muối được gọi là halophyte. Một chất halophyte chịu được muối natri cacbonat còn lại được gọi là glasswort hoặc saltwort hoặc barilla. Các sinh vật (chủ yếu là vi khuẩn) có thể sống trong điều kiện mặn rất được phân loại là những chất độc cực hay những chất ướp lạnh đặc biệt. Một sinh vật có thể chịu được một loạt các độ mặn là euryhaline.
Muối là tốn kém để loại bỏ khỏi nước, và hàm lượng muối là một yếu tố quan trọng trong việc sử dụng nước (như năng suất).
Mức độ mặn trong đại dương là động lực của sự tuần hoàn đại dương của thế giới, nơi mật độ thay đổi do sự thay đổi độ mặn và sự thay đổi nhiệt độ ở bề mặt đại dương tạo ra sự thay đổi về độ nổi, gây ra sự chìm và tăng khối lượng nước. Sự thay đổi độ mặn của các đại dương được cho là đóng góp vào sự thay đổi toàn cầu của carbon dioxide vì nhiều nước biển ít hòa tan với carbon dioxide. Ngoài ra, trong thời kỳ băng giá, thủy văn là một nguyên nhân có thể làm giảm lưu thông là sản xuất đại dương phân tầng. Do đó, trong trường hợp này, khó có thể tách nước qua lưu thông thermohaline.